# Союз ПКП
Союз ПКП, също наричан и „Союз 7К-ПКП“ (ПКП – от пилотиран кораб-прехващач) е съветски космически кораб, получен от преустройството на „Союз П“ от Дмитрий Козлов Илич през 1964 г.

## Цели
Основата на Союз ПКП, заедно с другия военен вариант Союз Р е т. нар. „окололунен“ „Союз“. И двете версии са създадени от Сергей Корольов като част от стратегията за получаване на подкрепа и финансиране от военни предприятия, които са доминиращи в съветската космонавтика. Проектът е пренасочен от Kорольов (който бил по-заинтересован от лунните проекти) в един от клоновете на ОКБ-1, намиращ се в гр. Самара, под ръководството от главния дизайнер Д. Козлов.
„Союз ПКП“ е предназначен за извършване на операции по търсене и евентуално унищожаване на вражески спътници. За целта е необходимо корабът да се приближи до спътника и да се „инспектира“. Ако е необходимо неговото унищожаване Союз ПКП е съоръжен с осем малки ракети, задействани от екипажа. Това е могло да стане на около километър от целта.
Различни по причини забавяния водят впоследствие до анулирането на проекта.

## Особености
- Екипаж: 2
- Дължина: 6.5 m
- Максимален диаметър: 2.72 m
- Жилищен обем: 13 m³
- Маса: 6700 кг